# 本山政雄
本山 政雄（もとやま まさお、1910年（明治43年）10月10日 - 2009年（平成21年）5月11日）は、日本の教育学者、政治家。元名古屋市長（3期）。名古屋大学名誉教授。

## 経歴
東京都出身。東京府立第二中学校（現・東京都立立川高等学校）、府立高等学校（東京都立大学 (1949-2011)の前身）卒業。東京帝国大学文学部に入学。読書や勉学ではヨハン・ハインリヒ・ペスタロッチやジャン＝ジャック・ルソーに親しんだが、教育学を学ぼうという意思は特別なかったという。友人のすすめで教育学科を専攻することとなり、教育学者の阿部重孝から直接指導を受けた。1935年に大学を卒業し、大学院に進んだ。
1937年に召集。輜重特務二等兵として熊本六連隊に入営した。召集過多のため帰郷を命ぜられたのち、2回目の召集があるも妹が結核との理由で入営を免れた。
1938年、大学院修了。宗像誠也の紹介により、千葉県立青年学校教員養成所に勤務。同校は2年制であったことから配属将校がおらず、比較的自由に教育ができたという。
中央公論社社長の嶋中雄作が女性の社会的な地位向上に役立つ学校をつくることを考え、城戸幡太郎と留岡清男に託し、目白駅の近くに国民生活学院が設立された。宗像誠也は主事という肩書きで関わることになり、本山は宗像を助けるために千葉から呼び戻された。1942年のことであった。しかし嶋中と城戸らの間で対立が起こり、宗像が手を引くのと同時に本山は1943年に文部省の嘱託となった。
1945年8月、三重師範学校に赴任。1950年、三重大学教授に就任。1960年、名古屋大学教育学部教授に就任。1967年、フランス、西ドイツ、イタリア、スイスへ留学。
名古屋大学職員組合の委員長をやっていた関係で「あかるい革新県政（市政）をつくる学者・文化人の会」の集まりに加わるようになる。1971年の愛知県知事選挙では、愛知県地方労働組合評議会（愛労評）の成瀬昇議長とともに新村猛を説得するのに一役買わされた。現職の桑原幹根は6選を果たすが、新村は915,477票を獲得し予想以上に善戦した。
1972年12月、同大学教育学部長に就任。

### 名古屋市長
1973年の名古屋市長選挙では、革新陣営が期待していた新村猛が固辞。番が本山に回り、やむをえず立候補することになる。同年3月19日、愛知県体育館で市民を前に「今日名古屋大学教授の辞表を出してきました」と述べ、立候補する意向を正式に表明した。3月20日付で教授を辞職。市長選は4月22日に行われ、現職の杉戸清を4,754票差でかわし初当選した。
同年9月から千種区を皮切りに市民との対話集会を各区で開始した。市側は本山、助役、幹部職員など30人ほどが出席した。同じ床で向き合って発言を行い、司会はCBCアナウンサーの斎藤悠子が務めた。同時に市長室を開放したため、市民との応対・対話に明け暮れる毎日となった。地方財政危機の中で、本山は政府の福祉見直し論に対し「見直さなければならない福祉などどこにもない」と異を唱え、障害者の施策は本山市政から前進した。
1977年8月25日、愛知県知事の仲谷義明が名古屋オリンピック誘致計画を新聞紙上で発表。本山は当時、日米市長会議に出るためにワシントン州シアトルに滞在中で、市関係者にとっては寝耳の水であった。後日、本山が仲谷に問い合わせると「規則が変わって、今後は県でもオリンピックができるようになった。また大会が大きくなりすぎたので今後、当初ギリシャでやったように簡素にやった方がよいという方向になっている」との返答であった。本山は簡素で県がやるならと思い、しぶしぶ賛成したという。ところが実際は国際オリンピック委員会（IOC）でそのような改正案はなく、結局オリンピックの主催は名古屋市が中心にやらなくてはならなかった。1981年9月30日、西ドイツのバーデン＝バーデンで行われたIOC総会の決議投票により、韓国ソウルが夏季オリンピック開催地に決定した。
1985年まで名古屋市長を3期務めた。65歳以上の高齢者が市バスと地下鉄に無料で乗車できる敬老パスの導入や、メキシコシティ、南京、シドニーとの姉妹友好都市提携等に尽くした。公害対策のため、名古屋高速2号東山線吹上～高針間を当初の計画では高架方式であったものを半地下・地下トンネル方式に改めた。

### 名古屋市長退任後
市長退任後の1985年、名古屋国際センター理事長に就任。1986年には勲二等瑞宝章を受章。
2009年5月11日、名古屋市内の病院にて死去。98歳没。叙正四位。

## 選挙
1973年名古屋市長選挙
1973年4月22日執行。社会党と共産党の両党、愛知県地方労働組合評議会（愛労評）の支援を受けて立候補。4選を狙う現職の杉戸清は超党派の市民党を名乗る「フレッシュ名古屋市民会議」を母体として選挙に臨んだが、田中角栄首相が遊説に回るなど自民党から強力なバックアップを受けた。加えて、民社党も反共と組織防衛の立場から杉戸を推した。公明党は中央の方針と地元の方針が相容れず、自主投票となった。
接戦が予想される中、南区、港区など公害に苦しむ臨海工業地帯で圧倒的な強さを見せた本山が杉戸をかわし、初当選を果たした。この結果、当時の6大政令指定都市の首長が全て革新系になった。投票率が前回を18％近く上回ったこと、前年12月の総選挙で名古屋市内の自民党衆議院議員（旧愛知1区、旧愛知6区）が全滅したことなども本山の当選の要因として挙げられている。
※当日有権者数：1,374,875人 最終投票率：61.42%（前回比：+17.77pts）
| 候補者名 | 年齢 | 所属党派               | 新旧別 | 得票数    | 得票率 | 推薦・支持             |
| -------- | ---- | ---------------------- | ------ | --------- | ------ | ---------------------- |
| 本山政雄 | 62   | 無所属                 | 新     | 421,266票 | 50.09% | 日本社会党・日本共産党 |
| 杉戸清   | 71   | 無所属                 | 現     | 416,512票 | 49.52% |                        |
| 岩田信一 | 37   | レインボー革命市長選団 | 新     | 1,560票   | 0.19%  |                        |
| 高田がん | 42   | 反共全国遊説隊         | 新     | 894票     | 0.11%  |                        |
| 宇野忠康 | 32   | 大革新宇宙党           | 新     | 805票     | 0.10%  |                        |

1977年名古屋市長選挙
1977年4月24日執行。支持母体は1期と同じ。対抗馬として自民、公明、民社3党は教育長だった日比野暁美を擁立。2期目は「何が何でも当選したかった」と後日語っている。
※当日有権者数：1,386,163人 最終投票率：61.81%（前回比：+0.39pts）
| 候補者名   | 年齢 | 所属党派 | 新旧別 | 得票数    | 得票率 | 推薦・支持             |
| ---------- | ---- | -------- | ------ | --------- | ------ | ---------------------- |
| 本山政雄   | 66   | 無所属   | 現     | 460,847票 | 53.98% | 日本社会党・日本共産党 |
| 日比野暁美 | 59   | 無所属   | 新     | 389,612票 | 45.64% |                        |
| 岡本鉄蔵   | 49   | 日の丸党 | 新     | 3,276票   | 0.38%  |                        |

1981年名古屋市長選挙
1981年4月26日執行。3期目は一転して、名古屋市会の全会派が推薦する異例の展開となった。とはいえ、実際には自民、社会、公明、民社、社民連で構成するグループと共産党を中心としたグループが別々に推薦している形となり、現在の「共産党を除くオール与党」体制をその後残すことになった。
※当日有権者数：1,410,519人 最終投票率：26.26%（前回比：−35.55pts）
| 候補者名 | 年齢 | 所属党派         | 新旧別 | 得票数    | 得票率 | 推薦・支持                                                       |
| -------- | ---- | ---------------- | ------ | --------- | ------ | ---------------------------------------------------------------- |
| 本山政雄 | 70   | 無所属           | 現     | 280,826票 | 77.42% | 自由民主党・日本社会党・公明党・民社党・日本共産党・社会民主連合 |
| 竹内義次 | 32   | 無所属           | 新     | 63,533票  | 17.52% |                                                                  |
| 前川逸男 | 49   | 政治をよくする会 | 新     | 8,333票   | 2.30%  |                                                                  |
| 安藤耕生 | 69   | 無所属           | 新     | 7,190票   | 1.98%  |                                                                  |
| 内田弘幸 | 26   | 皇道維新連盟     | 新     | 2,842票   | 0.78%  |                                                                  |

## 著書
- 浦辺史、本山政雄 『主婦の生活設計』医歯薬出版、1959年。
- 本山政雄 『学校 地域 行政』風媒社、1969年。
- 本山政雄 『教育裁判と教育行政の理論』勁草書房、1981年1月。
- 本山政雄 『ゆとりとうるおいを求めて』ゆとりとうるおいを求めて本山政雄まちづくりを語る刊行委員会、1981年。
- 本山政雄 『心かよう緑の町を』風媒社、1999年4月30日。